# Kammweg (Teufelsmauer)

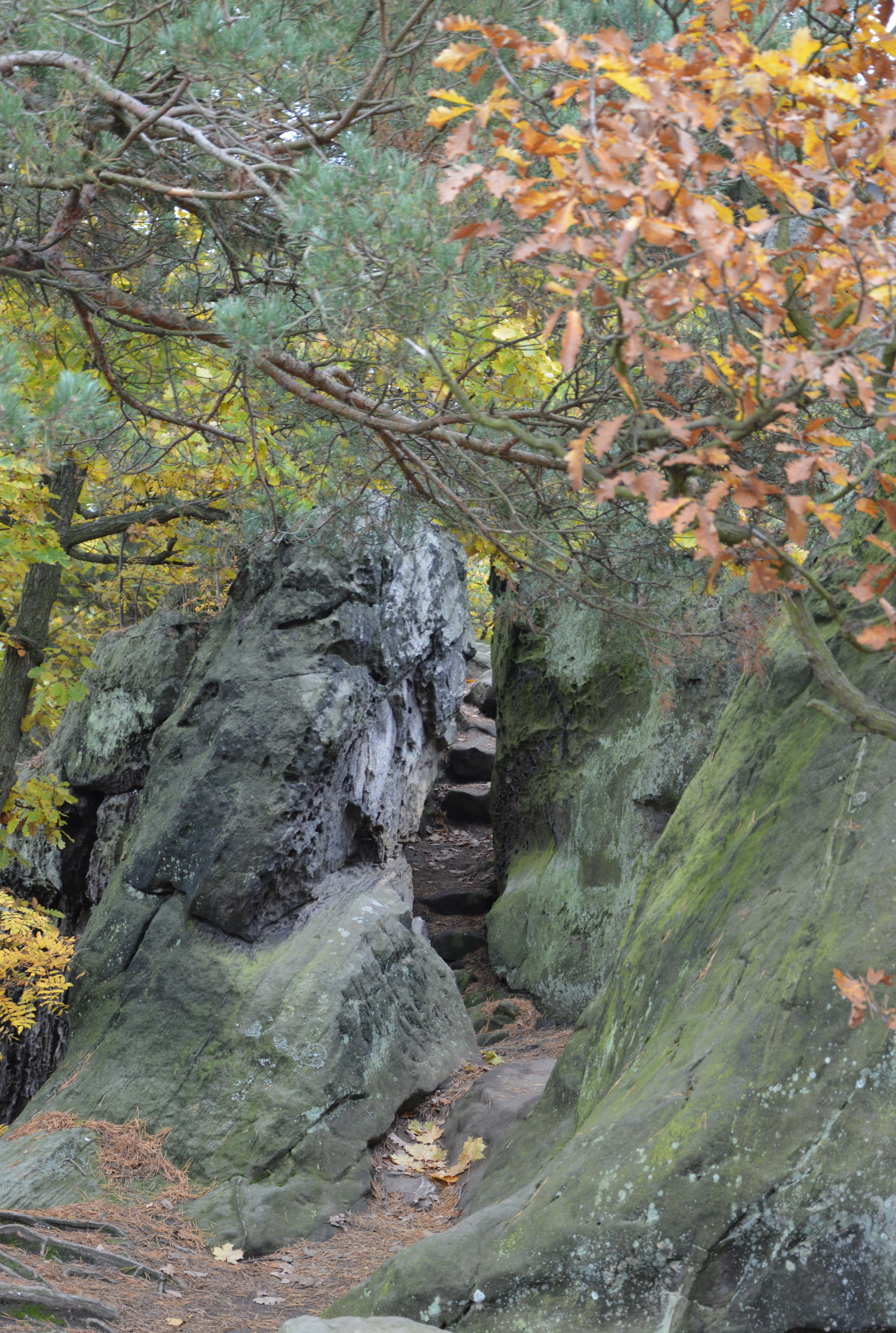
In den Fels gehauenes weiteres Teilstück des Kammwegs

Der Kammweg, auch Löbbeckestieg genannt, ist ein Weg entlang des Kamms der Teufelsmauer im nördlichen Harzvorland im Landkreis Harz in Sachsen-Anhalt.

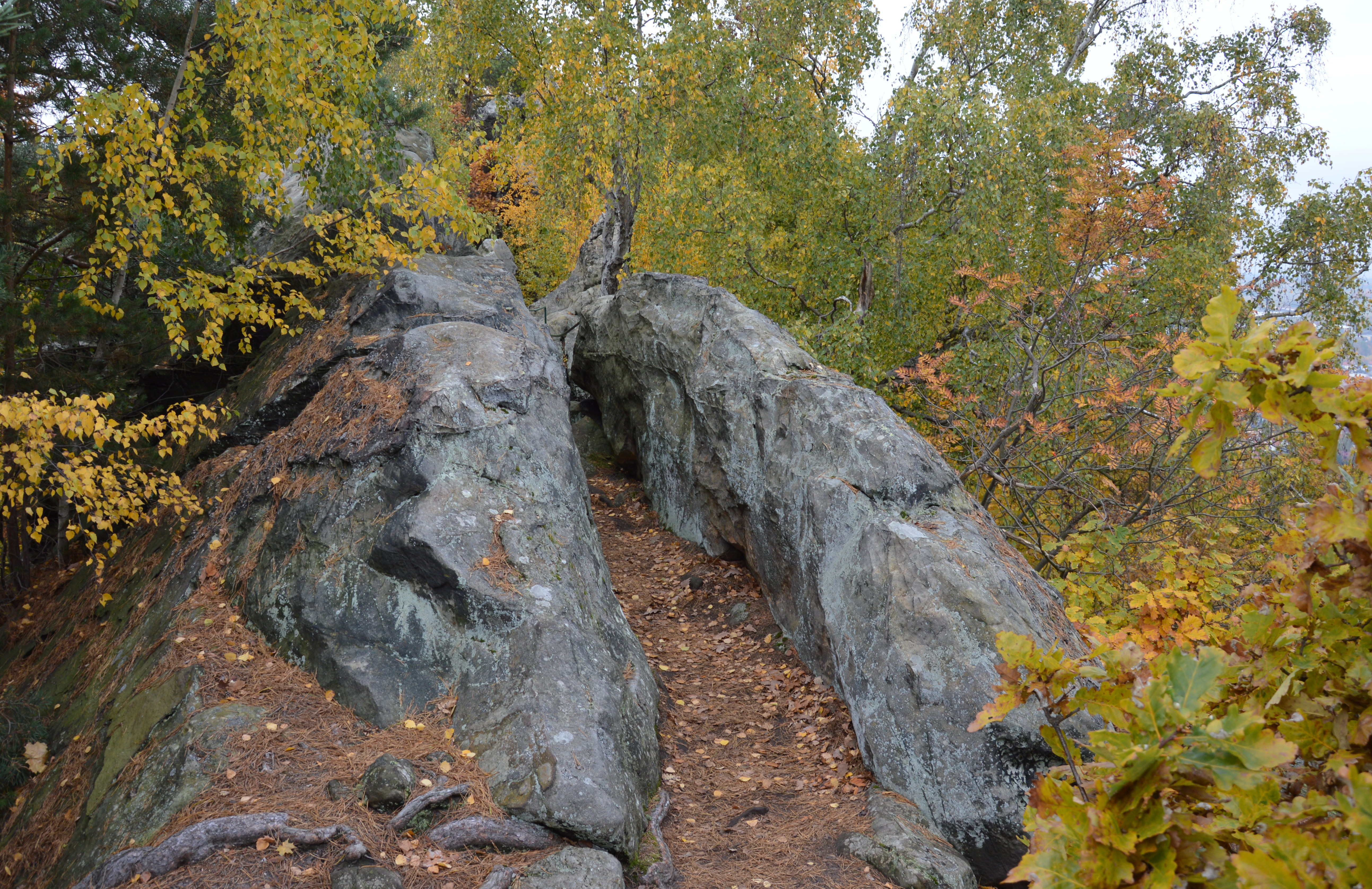
In den Fels gehauenes Teilstück des Kammwegs

Der Weg verläuft vom Großvaterfelsen bei Blankenburg auf der Teufelsmauer über etwa drei Kilometer nach Osten zum Hamburger Wappen bei Timmenrode. Er führt vorbei an markanten Felsformationen wie dem Löbbecke-Felsen, dem Brockenblick, den Teufelssesseln und dem Cäsarfelsen sowie der alten Heidelbergwarte. Andere Klippen sind der Turnerfelsen, die Hohe Sonne, der Fahnenfelsen, der Schweinekopf, der Teufelskessel, die Zwergenhöhle und der Ludwigsfelsen.
Der Kammweg wurde im Jahr 1853 auf Veranlassung des Blankenburger Bürgermeisters Carl Löbbecke angelegt und zwischen 1900 und Beginn des Ersten Weltkriegs durch den Harzklub Blankenburg wesentlich verbessert.
Er bietet aufgrund seiner Lage eine Vielzahl von Aussichtspunkten in das Umland. Der schmale Weg ist zum Teil in den Fels gehauen und mit Geländern gesichert. Er ist deshalb nicht barrierefrei.